# EFC PW 1885
EFC PW 1885 (Enschedese Football Club Prinses Wilhelmina) is een Nederlandse amateurvoetbalclub uit Enschede, opgericht in 1885. Het eerste elftal club komt uit in de Vierde klasse van het Nederlands amateurvoetbal (2020/21). EFC PW won tussen 1899 en 1907 vijf keer het kampioenschap van Oost-Nederland en was in 1905 finalist van de Challenge international du Nord, een pre-oorlogse voorloper van het Europacuptoernooi.
Sinds 1 november 2023 speelt EFC PW 1885 haar wedstrijden op Sportpark Het Paviljoen EFC PW 1885, gelegen op Sportpark Diekman-Oost, aan de J.J. van Deinselaan 38 te Enschede.

## Geschiedenis
De club werd op 30 juni 1885 opgericht als Enschedesche Football Club (E.F.C.) en op 12 oktober 1888 fuseerde E.F.C. met de op 31 augustus 1885 opgerichte voetbalclub Prinses Wilhelmina. 
Sporthistorici Jan Luitzen en Wim Zonneveld schreven in 2025 het boek Textielvoetbal. E.F.C. Prinses Wilhelmina. De vlegeljaren 1885-1900. Dit boek beschrijft de eerste vijftien jaar van de vereniging, van oprichting tot succes, als de biografie van de start en vroegste tijden van een voetbalclub met spelers uit bekende textielfamilies.
EFC PW werd in 1899, 1904, 1905, 1906 en in 1907 kampioen van de oostelijke afdeling, maar kon in de daaropvolgende wedstrijden om de landskampioenschappen geen potten breken bij de westelijke kampioenen.
De Enschedese hockeyclub EHC PW is oorspronkelijk ontstaan uit EFC PW en ging op 18 december 1969 zelfstandig. Ook het cricket is nauw verbonden aan de voetbalclub.

## Competitieresultaten 1994–2018 (zaterdag)
| 8 1A |

| 10 1A |

| 8 1A |

| 11 4E |

| 12 4E |

| 11 4E |

| 13 4B |

| 14 4B |

| 11 4E |

| 12 4E |

| 10 4E |

| 10 4D |

| 5 4D |

| 1 4E |

| 12 3D |

| 13 4D |

| 8 4F |

| 7 4F |

| 8 4E |

| 3 4E |

| 2 4E |

| 13 3D |

| 9 4E |

| 4 4D |

| 9 4E |

| 2 4F |

| - 4F |

| Derde klasse | Vierde klasse | Eerste klasse TVB |

2014: de beslissingswedstrijd op 14 mei om het klassekampioenschap in 4E werd bij SP Neede met 2-0 gewonnen van SV Harfsen.

## Competitieresultaten 1894–1993 (zondag)
| 1 1A |

| 1 1A |

| 1 1A |

| 3 |

| 5 |

| 1 |

| 6 |

| 3 |

| 7 |

| 2 |

| 1 |

| 1 |

| 1 |

| 1 |

| 2 |

| 6 |

| 6 |

| 5 |

| 7 |

| 8 |

| 8 |

| 3 |

| 3 2A |

| 1 2A |

| 5 |

| 4 |

| 10 |

| 5 2A |

| 2 2A |

|  |

|  |

|  |

|  |

|  |

|  |

|  |

|  |

|  |

|  |

|  |

|  |

|  |

| 7 4A |

| 3 4A |

| 3 4A |

| 2 4? |

|  |

| 7 4B |

| 3 4B |

| 5 4A |

| 2 4A |

|  |

| 5 4A |

| 7 4A |

| 1 4A |

| 2 3B |

| 2 3A |

| 6 3A |

| 3 3A |

| 11 3A |

| 9 3A |

| 12 3A |

| 2 3A |

| 5 3A |

| 6 3A |

| 9 3A |

| 11 3A |

| 10 3A |

| 10 3A |

| 9 3A |

| 4 3A |

| 12 3A |

| 11 4A |

| 4 1A |

| 5 1A |

| 6 1A |

| 9 1A |

| 3 2A |

| 1 2A |

| 1 1A |

| 12 4A |

| 11 1A |

| 8 2A |

| 9 2A |

| 2 2A |

| 9 1A |

| 10 1A |

| 3 2A |

| 6 2A |

| 4 2A |

| 3 2A |

| 11 1A |

| 6 2A |

| 9 2A |

| 5 2A |

| 2 2A |

| 11 1A |

| 3 2A |

| 10 2A |

| 8 2A |

| Eerste klasse | Tweede klasse | Derde klasse | Vierde klasse | Eerste klasse TVB | Tweede klasse TVB | Noodcompetitie |

- Club heette tussen 1941 en 1945 EFHC

In elke staaf van de grafiek staat van boven naar beneden vermeld: 
- Eindnotering

Dit is de positie die de club heeft bereikt in de competitie, zonder eventuele beslissings-, play-off- of nacompetitiewedstrijden die nodig zijn geweest om bijvoorbeeld de kampioen van de competitie te bepalen.
Indien een * achter het getal staat is de notering een tussenstand en kan het zijn dat de notering niet overeenkomt met de uiteindelijke eindstand van de competitie.
Staat er een - dan is het seizoen nog bezig en is er geen definitieve uitslag bekend.
Staat er xx op de positie van de notering, dan heeft de club vroegtijdig de competitie verlaten. Dit kan onder andere komen door terugtrekking van het team, faillissement van de club of door een uitgedeelde straf van de KNVB. In veel gevallen staat elders in het artikel de reden vermeld.
Staat er een ? dan is het resultaat uit het verleden onbekend, en is alleen de competitie of het niveau bekend van dat seizoen.
In de seizoenen 2019/20 en 2020/21 werd wegens de coronacrisis het amateurvoetbal afgebroken. Daardoor kennen deze staven geen eindklassering (middels -- weergegeven).
- Competitieniveau en afdelingsletter of Officiële eindstand Eredivisie
  - Competitieniveau en afdelingsletter

Hierbij geeft het getal het niveau weer, dat ook terug te vinden is in de legenda. De letter is de afdelingsaanduiding en wordt gebruikt wanneer er meer afdelingen zijn op hetzelfde niveau. De afdelingsletter is altijd een hoofdletter en wordt meestal zonder nummer gebruikt.
Voorbeeld: 2F is niveau 2e klasse competitie F.
Het competitieniveau en nummer wordt niet vermeld wanneer er slechts één competitie van dit niveau was.
  - Officiële eindstand Eredivisie (getal staat tussen haakjes vermeld)

Sinds de introductie van play-offwedstrijden voor Europees voetbal na afloop van de reguliere competitie in 2005/06, is de KNVB verplicht een eindstand van de Eredivisie door te geven aan de UEFA aan de hand van deze play-offwedstrijden.
Bij deze eindstand staan clubs die zich hebben gekwalificeerd voor Europees voetbal hoger dan clubs die zich niet wisten te kwalificeren. Indien er geen verschil was tussen de eindnotering en de officiële eindstand, staat dit getal niet vermeld.

- Onderafdeling

Hier staat afgekort de naam van de onderafdeling indien de club in dat jaar in een onderafdeling uitkwam. Tevens staat deze afkorting in de legenda en wordt gelinkt naar het artikel over deze onderafdeling. Deze afkorting wordt alleen vermeld wanneer de club in het verleden in verschillende onderafdelingen heeft gespeeld. Deze vermelding is in de staaf altijd in kleine letters. Deze onderafdelingen zijn na het seizoen 1995/96 afgeschaft. Heeft de club in slechts één onderafdeling gespeeld, dan is dit alleen terug te vinden in de legenda.
Onder de staaf staat het jaartal vermeld waarin het seizoen is afgesloten. 15 verwijst naar het seizoen 2014/15 of eventueel het seizoen 1914/15.
Wanneer een staaf leeg is, zijn deze gegevens niet bekend. Het kan ook zijn dat de club dat seizoen niet heeft meegespeeld op het hogere amateurniveau, vroegtijdig de competitie heeft verlaten of uit de competitie is gezet.

In het seizoen 1944/45 was er wegens de Tweede Wereldoorlog geen regulier competitievoetbal.

## EFC PW in Europa
- 1/4 = kwartfinale, 1/2 = halve finale, F = finale

| Seizoen | Competitie                      | Ronde | Land               | Club                 | Score |
| ------- | ------------------------------- | ----- | ------------------ | -------------------- | ----- |
| 1905    | Challenge international du Nord | HF    | Vlag van Frankrijk | RC France            | 2-1   |
|         |                                 | F     | Vlag van België    | Union Saint-Gilloise | 1-3   |

## Bekende (oud-)spelers
- Willem Janssen, drievoudig international